# 8814 Россевен
8814 Россевен (8814 Rosseven) — астероїд головного поясу, відкритий 1 грудня 1983 року.
Тіссеранів параметр щодо Юпітера — 3,173.